# Glavni trg, Krakov
Glavni trg (poljsko Rynek Główny, izgovorjava [ˈrɨnɛk ˈɡwuvnɨ]) v starem mestnem jedru Krakova je glavni mestni prostor v središču mesta. Sega v 13. stoletje in je s 3,79 ha največji srednjeveški mestni trg v Evropi. Projekt za javne prostore (PPS) trg navaja kot najboljši javni prostor v Evropi zaradi njegovega živahnega uličnega življenja in je bil glavni dejavnik vključitve Krakova kot enega najboljših svetovnih destinacij v letu 2016.
Glavni trg je pravokotni prostor, obdan z zgodovinskimi hišami (kamienice) in cerkvami. V središču trga prevladuje cehovska stavba Sukiennice, obnovljena leta 1555 v renesančnem slogu, na vrhu katere je čudovita atika ali poljski parapet, okrašen z izrezljanimi maskami. Na eni strani stavbe je Mestni stolp (Wieża ratuszowa), na drugi pa cerkev sv. Vojteha iz 11. stoletja in spomenik Adamu Mickiewiczu iz leta 1898. Nad trgom se dvigajo gotski stolpi bazilike sv. Marije (Kościół Mariacki). Glavni trg v Krakovu nima mestne hiše, ker ni preživela.

## Zgodovina
Glavna funkcija trga je bila trgovanje. Potem ko je bilo mesto v mongolski invaziji leta 1241 uničeno, je bil Glavni trg leta 1257 obnovljen, njegova trgovska vloga se je razširila z umestitvijo mesta v Magdeburške pravice s krajevnim knezom Boleslavom V.. Glavni trg je bil zasnovan v sedanjem stanju, pri čemer je vsaka stran ponavljala vzorec treh, enakomerno razporejenih ulic, postavljenih pod pravim kotom na trg. Izjema je ulica Grodzka, ki je veliko starejša in povezuje Glavni trg z gradom Vavel. Prvotno je bil trg napolnjen z nizkimi stojnicami in upravnimi zgradbami, okrog njega pa je tekla obvoznica. Kralj Kazimir III. Poljski je bil tisti, ki je zgradil prvotno gotsko dvorano in mestno hišo, ki je zapolnila skoraj četrtino trga. Krakov je bil glavno mesto Kraljevine Poljske in član Hanzeatske lige, mesto pa je cvetelo kot pomembna evropska metropola.
Poleg prvotnih trgovskih funkcij je bil Glavni trg priča številnim zgodovinskim dogodkom in je bil uporabljen za uprizoritve javnih usmrtitev zapornikov v mestni hiši. Bil je kraj kraljevih slovesnosti v sklopu Kraljeve ceste (Droga Królewska), ki so jo obiskali diplomati in veljaki, ki so potovali na grad Vavel. Leta 1364 je kralj Kazimir tam organiziral vseevropski kongres. 10. aprila 1525 se je pruski vojvoda Albert I. poklonil Sigismundu I. Starejšemu (na sliki), poljskemu kralju in velikemu knezu Litve, sprejel je suzerenstvo poljskih kraljev, (na sliki). Leta 1514 je litovski vojvoda Konstanty Ostrogski priredil zmagovito parado nad Moskovsko veliko kneževino, leta 1531 pa je plemič Jan Tarnowski praznoval novo zmago v moskovskih vojnah. Jan III. Sobieski, poljski kralj in veliki knez Litve, je tam slavil svojo zmago nad Osmanskim  cesarstvom v bitki za Dunaj leta 1683.
Leta 1596 je kralj Sigismund III. Poljski, iz švedske rodbine Vasa, preselil glavno mesto Poljsko-litovske države iz Krakova v Varšavo. Krakov je ostal kraj kronanja in kraljevih pogrebov. 24. marca 1794 je Tadeusz Kościuszko na Glavnem trgu napovedal splošno vstajo (na sliki) in prevzel pooblastila vrhovnega poveljnika poljskih oboroženih sil, ki je začel  Kościuszkov upor. Leta 1848 so se v pomladi narodov civilisti spopadli z avstrijsko vojsko in tam so bili poleg Ratusza nakopičeni avstrijski orli kot simbol ponovne neodvisnosti leta 1918.
Judje so na trgu trgovali že v 15. stoletju. Med okupacijo Poljske s strani nacistične Nemčije se je trg preimenoval v Adolfa Hitler-Platz, spomenik Adamu Mickiewiczu pa je bil uničen skupaj z zgodovinskimi spominskimi ploščami, odvzetimi iz zgradb na trgu. Po vojni je bil spomenik rekonstruiran.
Leta 1978 je UNESCO uvrstil Glavni trg kot del starega mestnega jedra Krakov na seznam svetovne dediščine. 21. marca 1980 se je Walenty Badylak, v času politične napetosti in pred razglasitvijo vojnega stanja na Poljskem, upokojeni pek in veteran poljske podzemne domobranske vojske, priklenil na vodnjak v Glavni trg. Badylak je protestiral proti zavrnitvi komunistične vlade, da ne bi priznala vojnega zločina v Katynu. Glavni trg je bil osrednjega pomena pri prirejanju množičnih demonstracij gibanja Solidarność. Leta 2013 so turistični vodniki Lonely Planet ocenili glavni trg v Krakovu kot najlepši na svetu.

## Lega
Glavni trg je na Kraljevski cesti, po kateri so nekoč prevažali na kraljevo kronanje v Vavelsko stolnico, med Krakovskim barbakanom na severu in gradom Vavel na jugu. Že od nastanka je trg veljal za središče mesta.
Glavni trg je obdan s starimi opečnimi zgradbami (kamienica) in palačami, skoraj vsemi starimi že več stoletij. Večina stavb je sčasoma dobila neoklasicističen videz, vendar so osnovne strukture starejše in jih je mogoče videti v njihovih vratih, arhitekturnih detajlih in notranjosti. Ogromne srednjeveške kleti stavb se uporabljajo kot pubi, restavracije in kabareti. Na trgu je veliko restavracij in kavarn. Enega najbolj znanih, Pod palmo (Palmą) v palači Krzysztofory, je leta 1876 odprl Antoni Hawełka, dobavitelj cesarskega dvora na Dunaju. Tu je zgoraj Zgodovinski muzej v Krakovu. Med številnimi turistično usmerjenimi prizorišči je tudi Mednarodni center za kulturo. Verjetno najbolj znana izmed najstarejših restavracij je restavracija Wierzynek, ki se spominja velikega praznika iz leta 1364, ki je po legendi trajal enaindvajset dni in je pripomogel k soglasju med evropskimi monarhi.
Med znamenitostmi trga je cehovska hiša Sukiennice, ki je bila prvotno zasnovana v 14. stoletju kot središče trgovine s sukancem. Leta 1555 jo je uničil požar, v renesančnem slogu pa ga je zgradil Giovani il Mosca iz Padove. Arkade so bile dodane v 19. stoletju. Pritličje se nenehno uporablja za trgovanje s številnimi trgovinami s spominki in kavarnami; v zgornjem nadstropju je Galerija Narodnega muzeja. Druga znamenitost je bazilika sv. Marije z oltarjem Wit Stwosza, opečnate gotske cerkve, zgrajene v 14. stoletju na ruševinah prejšnje cerkve, ki jo je uničila mongolska vojska leta 1241. V bližini Glavnega trga se lahko prisluhne Hejnał mariacki (tradicionalna poljska himna s petimi notami), ki se igra vsako uro z najvišjega stolpa bazilike sv. Marije. Druge znamenitosti so cerkev sv. Vojteha, stolp mestne hiše in spomenik Adama Mickiewicza.
Prvotno je bil Glavni trg sestavljen iz več struktur, ki so bile ključne za gospodarstvo in politično življenje mesta in so tako ustvarile mikrokozmos mesta. Krakovska mestna hiša je obstajala že od srednjeveške dobe in je bila uničena v 19. stoletju. Poleg Sukiennice sta stali tudi Velika tehtalnica (javna stavba, v kateri so tehtali trgovsko blago, ki je prišlo v Krakov) in Mala tehtalnica, ki sta obstajali do 19. stoletja. Temelji tehtalnic so bili izkopani v začetku 21. stoletja in vključeni v podzemni muzej.
Od svoje ustanovitve se je raven Trga ponekod dvignila za več kot 5 metrov. Spodaj so velike kleti, med katerimi je najbolj znana Piwnica pod Baranami. Številne kleti so danes spremenjene v pube in restavracije; gledališče Maszkaron in majhen arheološki muzej je v kleti cerkve sv. Vojteha. Obstajajo prehodi, ki povezujejo nekatere kleti, na primer tisti, ki povezuje Mestni stolp z dvorano Sukiennice. Dvorana ima malo znano podzemno trgovsko dvorano, široko 100 metrov in visoko 5 metrov. V bližini ulice Sienna je še ena podzemna dvorana (Kramy Bogate) s 1200 kvadratnimi metri trgovske površine.

## Dogodki
Decembra 2005 je Project for Public Spaces (neprofitna organizacija s sedežem v New Yorku, namenjena ustvarjanju in vzdrževanju javnih krajev) izbral krakovski  Ryneka Głównyja za najboljši trg na svetu. Je središče številnih javnih prireditev in praznovanj, kot so letni festival Krakov szopka, praznovanja Lajkonik, Festival vojaških godb, Študentski festival Juwenalia, slavnostni koncert Velikega orkestra božične dobrodelnosti in največja silvestrska zabava na Poljskem. Krakovske cvetličarne vsako leto na božični večer okrasijo spomenik Adamu Mickiewiczu.
Krakovska kultura je globoko zakoreninjena v pisanih tradicijah, saj je Glavni trg skozi vse leto najbolj živahen in natrpan. Tako kot drugi pomembni staro mestni trgi je tudi Glavni trg v Krakovu znan po številnih skalnih golobih, cvetličarskih stojnicah, prodajalnah daril, pivskih vrtovih in konjskih vpregah. Fijaker se je prvič pojavil v 1830-ih kot najeta kočija. Zdaj ponujajo oglede starega mestnega jedra in kraljevega gradu Vavel.